# Deutsche Tageszeitung
Die Deutsche Tageszeitung war von 1894 bis 1934 eine überregionale Tageszeitung im Deutschen Reich. Anfangs wurde sie überwiegend vom Mittelstand, Landwirten, Ärzten und Rechtsanwälten gelesen, später auch von Großgrundbesitzern, Großindustriellen, Bankiers und Ministerialbeamten. Sie erschien werktags mit einer Morgen- und einer Abendausgabe, sonntags „nur“ mit einer Morgenausgabe. Allgemein galt die Deutsche Tageszeitung als seriöses Blatt. In den Anfangsjahren der Weimarer Republik enthielt sie starke antirepublikanische Tendenzen. Ab 1925 wurden konservative, überwiegend neutralere Ansichten vertreten, die im Einklang mit den Positionen des Deutschen Herrenklubs (DHK) standen. Nach der Machtübernahme der Nationalsozialisten verlor die Deutsche Tageszeitung sehr schnell an Einfluss, was ihr Ende ankündigte.
Die hier beschriebene Deutsche Tageszeitung ist nicht zu verwechseln mit der von der deutschnationalen, antiklerikalen und antisemitischen Alldeutschen Vereinigung in Wien herausgegebenen Deutschen Tageszeitung, die vom 8. August 1920 bis 31. März 1921 mit dem Leitspruch „Alldeutschland die Hoffnung – Großdeutschland das Ziel“ als Nachfolger der Wiener Deutschen Tageszeitung und ab 1. April 1921 als Deutschösterreichische Tages-Zeitung erschien.

## Gründung

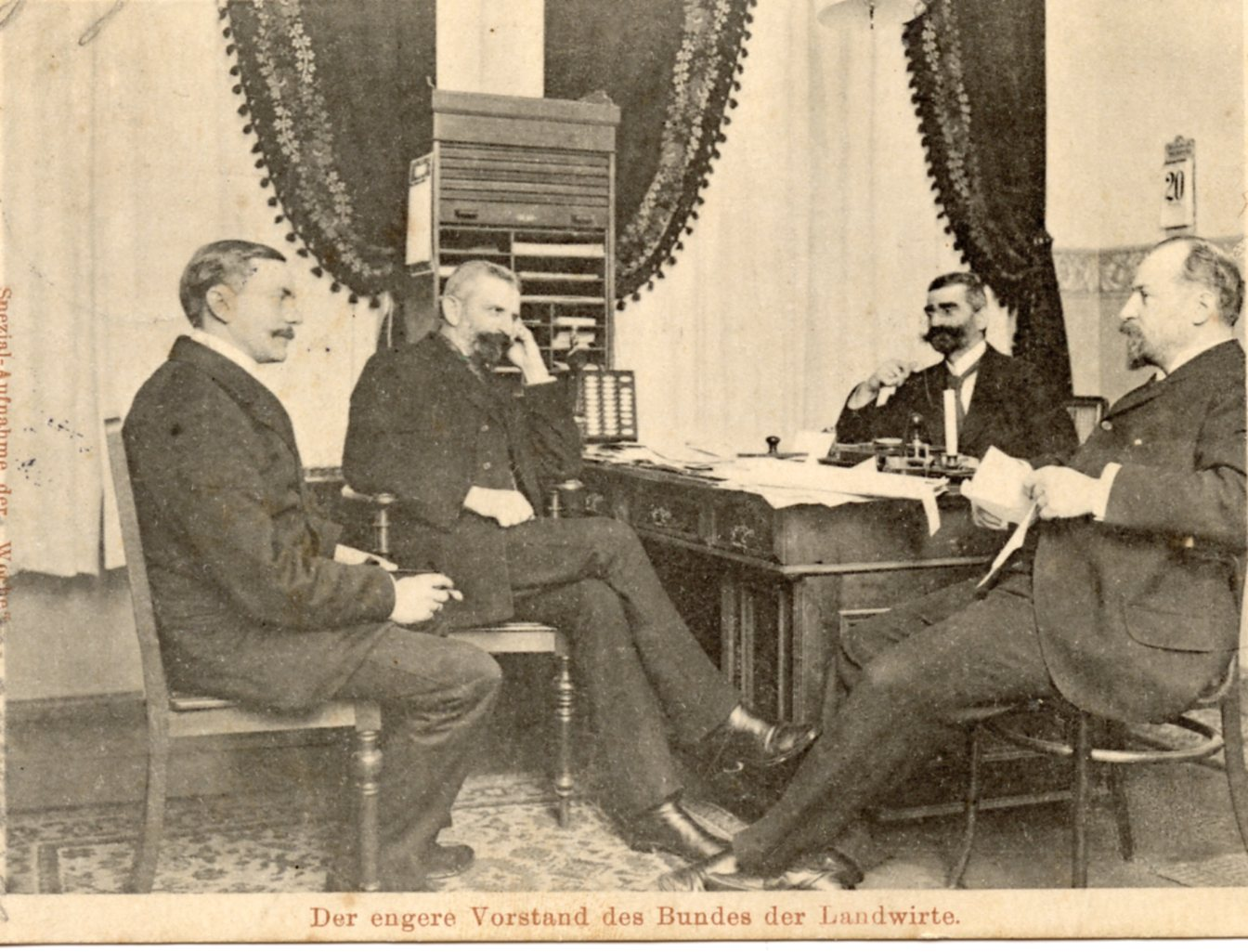
Der engere Vorstand des Bundes der Landwirte und Mitbegründer der Deutschen Tageszeitung um 1900, links Diederich Hahn, Mitte Conrad von Wangenheim, rechts Gustav Roesicke

Die „Deutsche Tageszeitung Druckerei und Verlag AG“ wurde am 28. November 1894 vom Bund der Landwirte mit Sitz in Berlin gegründet. Zweck waren der Betrieb einer Buchdruckerei und Verlag von Zeitungen, Zeitschriften und Büchern sowie Vornahme aller darauf bezüglichen Geschäfte. Im Verlag erschienen unter anderem folgende Periodika:
- Deutsche Tageszeitung
- Zeitfragen
- Berliner Blatt
- Illustrierte Landwirtschaftliche Zeitung
- Landwirtschaftliche Marktzeitung
- Blätter für die deutsche Hausfrau
- Mitteilungen des Vereins zur Förderung der Moorkultur
- Der deutsche Wald
- Die Jagd
- Wochenschrift Bund der Landwirte
- Korrespondenzblatt und Kalender des Bundes der Landwirte
- sowie das Deutsche Lehrerblatt.[5]

## Entwicklung

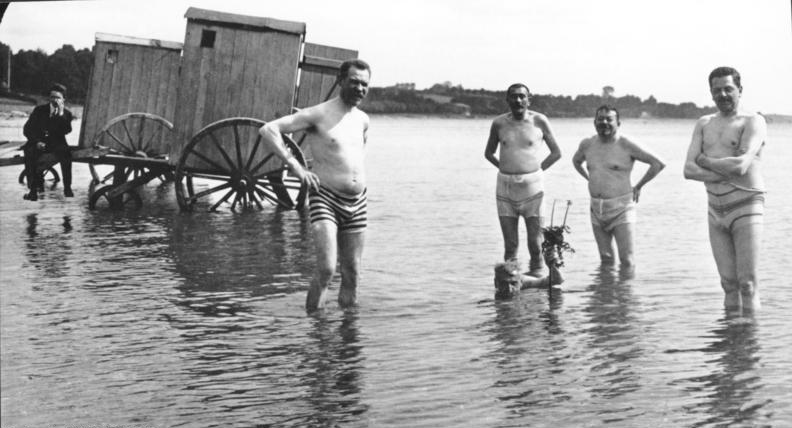
Das damals oft polemisierte Bade-Foto des ersten Reichspräsidenten Friedrich Ebert wurde am 9. August 1919 in der Deutschen Tageszeitung erstveröffentlicht

Vorzugsaktie über 1.000 RM der Deutschen Zentraldruckerei AG vom 16. Dezember 1937

Die Deutsche Tageszeitung war bis zur Mitte der 1920er Jahre eine den Großagrariern nahestehende Tageszeitung. Zeit ihres Bestehens wurden in ihr Themen von grundsätzlicher Bedeutung erörtert. Das heißt, die Zeitung beschränkte sich nicht überwiegend auf landwirtschaftliche Interessen, sondern erhob einen allgemeinen, gesellschaftlichen und politischen Anspruch. Bis 1918 trug sie den Untertitel: „Für Kaiser und Reich! – Für deutsche Art! – Für deutsche Arbeit in Stadt und Land!“
Der Nachrichtenteil war nach Inland und Ausland gegliedert. Im Leitartikel auf der Titelseite wurden meist außenpolitische Fragen behandelt. Der Wirtschaftsteil enthielt ausführliche Marktberichte. Das Feuilleton umfasste Fortsetzungsromane oder belletristische Beiträge, während unter „Kunst, Literatur und Theater“ ausführliche Berichte und Kritiken erschienen. Im fast immer zweiseitigen Annoncenteil schalteten Unternehmen und Gewerbetreibende aus dem gesamten Reichsgebiet Anzeigen in verschiedenen Größen. Der Vertrieb der Deutschen Tageszeitung erfolgte reichsweit über Postanstalten und Zeitungshändler.
Während des Ersten Weltkriegs zeichnete sich die Redaktion in den Leitartikeln mit detaillierten Berichten zur Kriegslage aus Sicht verschiedener Kriegsteilnehmer aus. Von 1914 bis 1918 enthielt jede Samstagabendausgabe die achtseitige Illustrierte Wochenbeilage mit Frontberichten und aktuellen Kriegsbildern. Diese Wochenbeilagen besitzen heute einen relativ hohen Sammlerwert.
In den Anfangsjahren der Weimarer Republik zeigten die Leitartikel starke antirepublikanische Neigungen. Wiederholt wurden Politiker wie Walter Rathenau oder Matthias Erzberger als „Landesverderber“, „Novemberverbrecher“ und „Erfüllungspolitiker“ bezeichnet. Eine ganz klare Gegnerschaft bezog die Redaktion gegenüber den sogenannten Erzbergerschen Reformen.
Die Auflage der Zeitung war ab 1922 rückläufig:
- 1917: 60.000 Exemplare
- 1920: 65.000 Exemplare
- 1923: 42.000 Exemplare
- 1924–1927: 30.000 Exemplare
- 1928–1932: 25.000 Exemplare
- 1933: 10.000 Exemplare[8]

Mit der Deutschen Tageszeitung erwirtschaftete der Bund der Landwirte beachtliche Gewinne. So lag bis 1922 der Reinertrag bei einer Auflage von rund 40.000 Exemplaren stets zwischen 150.000 und 190.000 Mark ((1 Mark (1924–1936) = 6,65 Euro (2015); siehe Reichsmark)). Zum großen Teil floss dieses Geld zurück in die Kasse des Bundes, wobei der Kaufpreis niedrig gehalten werden konnte. Dementsprechend günstig war die Zeitung im Abonnement: mit einem Komplettpreis von 1,50 Mark im Quartal lag sie deutlich unter ihren Hauptkonkurrenten, der Deutschen Allgemeinen Zeitung (7,50 Mark), der Kreuzzeitung (8,50 Mark) und der Germania (7 Mark). 1921 erfolgte die Vereinigung des Bundes der Landwirte mit dem Deutschen Landbund zum Reichslandbund. Fortan musste sich die Deutsche Tageszeitung Druckerei und Verlag AG selbst tragen. Nach der Inflation von 1922/23 waren alle Rücklagen vernichtet, sodass die Deutsche Tageszeitung künftig mit identischen Verkaufspreisen ihrer Mitbewerber wirtschaften musste, was sich sofort auf die Höhe der Auflage niederschlug.
1925 trat der aus dem Bankfach kommende Helmut Rauschenbusch als Generaldirektor und geschäftsführender Vorstand in die Deutsche Tageszeitung Druckerei und Verlag AG ein. Rauschenbusch erhöhte die Anzahl der im Verlag erscheinenden Publikationen und entwickelte das Unternehmen zu einem Betrieb mit mehr als eintausend Beschäftigten, darunter waren bis zur Einstellung der Deutschen Tageszeitung auch jüdische Redakteure und kommunistische Drucker. Parallel modernisierte Rauschenbusch das Betriebsinventar u. a. auf:
- 40 Buchdruck-Schnellpressen
- 6 Kupfertiefdruck-Rotationsmaschinen
- 3 Tiefdruck-Bögenmaschinen
- 3 Matern-Prägepressen nebst vollautomatischer Gießanlage
- 5 Steindruck-Schnellpressen
- mehrere vollautomatische Buchbindereianlagen; chemiegraphische Maschinen für Autotypien und Strichätzungen sowie kartographische Offset-Abteilungen.[12]

Die Richtung der Zeitung blieb „national“, jedoch mit einer deutlichen Tendenz zu Besonnenheit, Mäßigung und Neutralität. Rauschenbusch war ein führendes DHK-Mitglied und schlug in der Deutschen Tageszeitung entsprechend der Ziele des Herrenklubs überwiegend moderatere, von Verständnis und Abgewogenheit getragene Töne an. Dementsprechend ambivalent entwickelte sich das Verhältnis der Deutschen Tageszeitung zu den Nationalsozialisten. Chefredakteur war 1927 Erich Wiems. Obwohl Adolf Hitler Kontakte zu den hochgestellten Persönlichkeiten des Herrenklubs suchte, polemisierte er wiederholt öffentlich gegen die Mitglieder: „Ihr redet gegen den Marxismus als Klassenerscheinung und seid selbst die übelste Klassenerscheinung!“
Gegen Ende der Weimarer Republik erlebte der Wettbewerb unter den Zeitungsverlagen seinen Höhepunkt. Die weltweit schnellsten Zeitungs-Rotationspressen standen damals an der Spree. Verlagsobjekte aus Großkonzernen erschienen teilweise viermal am Tag als Morgen-, Mittag-, Nachmittag- und Abendausgabe. 1932 wurden im gesamten Reichsgebiet 4.702 verschiedene Tages- und Wochenzeitungen herausgegeben. Niemals zuvor und danach gab es mehr Zeitungen in Deutschland. Die Hälfte der Blätter war grundrichtungsbestimmt und kam aus den Berliner Hugenberg-, Mosse- und Ullstein-Konzernen. Kleinere und „unabhängige“ Verlage unterlagen einem enormen Wettbewerbsdruck. Zusammenschlüsse waren an der Tagesordnung.
1929 gelang es der Deutschen Tageszeitung Druckerei und Verlag AG die Berliner Zentraldruckerei als hundertprozentige Tochtergesellschaft zu übernehmen – und zwar mit deren Flaggschiff, der Kreuzzeitung. Obwohl dieses Blatt zu diesem Zeitpunkt nur noch eine Auflage von täglich 7.000 Exemplaren hatte, zählte sie unverändert zu einem richtungsweisenden Organ der konservativen Oberschicht, welches vor allem von der alten preußischen Elite, vom Adel, Offizieren, hohen Beamten und Industriellen gelesen wurde. Beispielsweise betonte Hindenburg wiederholt, dass er nur die Kreuzzeitung lese.
Damit druckte die Deutsche Tageszeitung Druckerei und Verlag AG fortan zwei Tageszeitungen für eine identische Zielgruppe. Einerseits konnte von 1928 bis 1932 die Auflage der Deutschen Tageszeitung mit 25.000 Exemplaren je Morgen- und je Abendausgabe konstant gehalten werden. Andererseits gingen nach der Reichstagswahl vom 31. Juli 1932 auch ihr immer mehr Anzeigenkunden und Abonnenten verloren. Ab 1933 fiel die Auflage deutlich. Nach der Machtübernahme der Nationalsozialisten versuchte die Redaktion ihre Neutralität zu bewahren. Beispielsweise brachte die Deutsche Tageszeitung am 28. März 1934 fast als einziges Blatt einen Leitartikel über den sogenannten Stahlhelm-Putsch. Darin wurde das Ereignis und dessen außenpolitische Bedeutung nachdrücklich hervorgehoben, was im erheblichen Kontrast zur NS-Presse stand.
Am 30. April 1934 erschien die letzte Ausgabe der Deutschen Tageszeitung. Bereits am 16. Januar 1933 firmierte die Deutsche Tageszeitung Druckerei und Verlag AG in Deutsche Zentraldruckerei AG um. Die Aktiengesellschaft blieb unter der Führung von Helmut Rauschenbusch bis 1945 bestehen. Der Verlag produzierte bis zum Ende des Zweiten Weltkriegs weiterhin rund 70 Zeitungen und Zeitschriften. Während dieser Zeit schrieben viele damals ihrer Positionen enthobene Schriftsteller und Kunsthistoriker für den Verlag, wie Lilli Fischel, Ludwig Grote und Alexander Dorner. Beteiligungen besaß die Deutsche Zentraldruckerei unter anderem an der:
- Berliner Zentraldruckerei Gebr. Unger Nachf. GmbH, Berlin
- Graphischen Kunst- und Klischee-Anstalt Zentraldruckerei GmbH, Berlin
- Eduard Gaebler Geographisches Institut GmbH, Leipzig.
- Helmut Rauschenbusch Verlag, Berlin/Stollhamm (Oldenburg)
- Deutsche Schriften-Verlag GmbH, Berlin
- Rembrandt-Verlag, Berlin.

Die letzte Ausgabe der Kreuzzeitung erschien am 31. Januar 1939. Insgesamt sank die Zahl der Tageszeitungen während der NS-Zeit auf rund 2.500 im Jahr 1937 und weiter auf 977 im Oktober 1944. Nach Ende des Zweiten Weltkriegs wurden alle noch vorhandenen deutschen Zeitungen verboten. Die Alliierten lösten sämtliche Verlage, Druckereien und Verlagsbuchhandlungen auf und verhängten für Altverleger bis 1949 Berufsverbote. Bereits 1948 erfolgte die Neugründung der Deutschen Zentraldruckerei als GmbH. Herausgegeben wurden Anzeigenblätter und Bücher, jedoch niemals mehr Tageszeitungen. Später firmierte das Unternehmen wieder als Aktiengesellschaft. Bis zu seinem Tod blieb Helmut Rauschenbusch alleiniger Vorstand und Hauptinhaber des Verlags.

## Nachbetrachtungen
In der neueren Forschung wird hervorgehoben, dass die Deutsche Tageszeitung Einsichten und historische Interpretationsansätze hat, die sie als Zeitdokument und als Deutungsangebot für komplexe historische Zusammenhänge aus vergleichbaren Quellen der Zeit hervortreten lässt.

## Aktuelles
Am 20. Mai 2021 übernahm der kroatische Geschäftsmann Josip Heit die Deutsche Tageszeitung sowie die Wort-Bild-Marke. Die Deutsche Tageszeitung wird online herausgegeben, erscheint rund um die Uhr an sieben Tagen in der Woche in fünf Sprachen und hat ihren Sitz Unter den Linden in Berlin. Heit besitzt 40 Tageszeitungen auf allen Kontinenten.